# Фрияс, Виктор
Виктор Хайме Фрияс Пабласа (исп. Victor Jaime Frias Pablaza; 10 февраля 1956, Сантьяго — 15 января 2005) — чилийский шахматист, международный мастер (1982), тренер. 

## Биография
Учился в Чилийском университете на кафедре архитектуры. Многократный участник национальных чемпионатов. Лучшие результаты: 1977 — 2 место, в 1975 и 1976 — 3 место.В 1979 году переехал в Лос-Анджелес.
В составе сборной Чили участвовал в 4-х Олимпиадах: 1976 (играл на 3-й доске), 1978, 1982 (оба раза раза играл на 2-й доске) и 1984 (играл на 1-й доске).
Находясь на тренерской работе, тренировал сборную Мексики с 1996 по 1997 год, а также юниорскую сборную США с 1988 по 2003 год. Среди его воспитанников американские гроссмейстеры П. Волфф, И. М. Гуревич, а также двукратная чемпионка США по шахматам, гроссмейстер среди женщин Дженнифер Шахаде. В 2004 году вошёл в число 35 лучших шахматистов США.
Умер 15 января 2005 года после непродолжительной болезни. 

## Спортивные достижения
| Год  | Город        | Турнир         | + | − | = | Результат | Место |
| ---- | ------------ | -------------- | - | - | - | --------- | ----- |
| 1976 | Хайфа        | 22-я Олимпиада | 4 | 3 | 2 | 5 из 9    |       |
| 1978 | Буэнос-Айрес | 23-я Олимпиада | 3 | 1 | 7 | 6½ из 11  |       |
| 1982 | Люцерн       | 25-я Олимпиада | 5 | 2 | 5 | 7½ из 12  |       |
| 1984 | Салоники     | 26-я Олимпиада | 4 | 3 | 5 | 6½ из 12  |       |

## Изменения рейтинга
| График не отображается по техническим причинам. Чтобы исправить это, воспроизведите график в новом формате, если это возможно. |